# ゲンジ通信あげだま
『ゲンジ通信あげだま』（ゲンジつうしんあげだま）は、1991年（平成3年）10月4日から1992年（平成4年）9月25日までテレビ東京系列局などにて放送されたテレビアニメ。

## 概要
正義のヒーロー・あげだマンと世界征服を企むノットリダマス一味の戦いを描いたヒーローコメディ。
当初はオーソドックスなギャグ作品だったが、徐々に他作品のパロディやアドリブが増加。最終章では第三勢力である正統派悪役の登場により、あげだマンとノットリダマス一味が呉越同舟し、ヒロインまで変身する展開となった。
NECがスポンサーとして製作に関わっていた関係で、ワープロの諸機能やICカードによる機能拡張などの設定が目立つのも特徴である。また、NECよりPCエンジン用ゲームソフトとしても発売された。これはアニメとの並行企画であり、そのために原作者・原案設定者の名前としてゲームクリエイターであるさくまあきらと広井王子の名前がある。

## あらすじ
盛蕎麦市を拠点に世界征服を目論むノットリダマス11世一味は「ノットリダマスの大予言書」に基づいて、合成獣を作り出し、予言書の内容を実現させる作戦を行っていくのだが、いつも予言書の解釈を間違ってしまい、ハチャメチャな作戦になってしまう。しかし、どんなバカバカしい作戦であっても街の人々に迷惑を与えているのは事実だった。
そんなノットリダマス11世一味に立ち向かうのは、ヒーロー星出身の源氏あげだまが変身した正義のヒーロー・あげだマン。ヒーロー星の夏休みを利用して地球にやって来ただけだったのだが、思わぬ悪の出現により地球の平和を守るために戦うことになったのだった。
1つの町を舞台とした、あげだマンとノットリダマス11世一味のシリアスなようでコミカルな戦いは続いていく。

## 登場人物
源氏 あげだま（）
声 - 佐々木望
本作の主人公。ヒーロー星出身の異星人。夏休み（地球時間で1年間）を利用して、地球に修業に来た少年。10月26日生まれ。合成獣が街の人々を襲う時、親友のワープ郎を変型・装着し（このプロセスを「変換」と呼ぶ）気合いのヒーロー・あげだマンを名乗り人々を救う。あげだマンは世間的には「謎のヒーロー」であり、その正体が「源氏あげだま」であることは隠されている。
正義感は強いが、能天気なお調子者である。またあまりに突飛な行動は起こさないものの、地球人から見て常識外れの行動をしばしば起こす。転校早々平家いぶきに一目惚れし、行動を共にするようになる。序盤は「いたっきーっす」「サンキー」など、挨拶を独自に略した言葉を使っていた。肉体的には常識外の頑丈さを持ち、生身で大気圏から地上に激突しても短時間のびていた程度のものだったりする。
あげだマンになると超人的な身体能力を発揮し、あげだマンパンチ、あげだマンキックと両腰に装着した「フリスベー」（「ダブルフリスベー」として同時に使用することが多い）を主体として戦う。また、ピンチの時は気合を入れ、「気合カード」を出して敵を倒すことが多い。「気合カード」はワープ郎が合成獣の情報を解析して弱点を算出したデータカードであり、あげだマンは状況に応じた多様な技や武器を得ることができる。
第2話にして名乗りを一旦台無しにされたり（鯰土竜戦で泥団子をぶつけられた）、中盤から後半にかけてはノットリダマス一味に出番を奪われたりと、主人公にもかかわらず扱いが悪いこともあったが、最終章はシリアス系ヒーローアニメとしても描かれたことから、主人公として無事名誉挽回を果たしている。モデムとイーハブ撃退後、いぶきたちに別れを告げ、ワープ郎と共にヒーロー星へ帰っていった。最終回に「冬休みになったらまた来るからさ」という発言をしている。
ワープ郎（）
声 - 渡辺久美子
あげだまと一緒に地球にやって来たワープロロボット。あげだまの最高の親友。喧嘩をすることもあるが、ひとたび街の危機になるとあげだまと変換して、あげだマンとなり、敵のデータを分析して最も的確な対応方法を見つけ出す。ワープロロボットなだけに「。」を「まる」「…」を「てんてんてん」「!」を「ビックリマーク」など、記号をそのまま発音する。この発音はワープ郎のみならずあげだまたちや九鬼コンツェルン執事トリオも使ったことがあった。第31話ではノットリダマス一派に拉致され、洗脳・強化改造を受けてワープ郎F92へと変貌。あげだまと戦うことになるが、友情の力で洗脳が解けて元に戻っている。名前の由来は「ワープロ」より。7形態に変形可能。
平家 いぶき（）
声 - 三石琴乃
今作のヒロイン。あげだまが地球に来て初めて出来たガールフレンドで、ポニーテールの美少女。盛蕎麦東小学校の4年生。7月15日生まれ。あげだまが変身した姿であるあげだマンに恋している。
素直で正義感のある優しい良い子で、権力を使ってわがままし放題の麗にも臆することなく接する。しかし、言動は暴走気味で重度の笑い上戸。庶民的なスキルに長けており、中でもジャンケンと金魚すくいの腕は最強レベル。初期の頃おとなしいキャラクターだったのは、以前にそのずば抜けた能力で孤立しそうになったために自分を抑えていたかららしい。しかし、そのコンプレックスも第4話であげだまを助けることにより吹っ切ることができた。5話で、あげたまたちの推薦により盛蕎麦東小の生徒会長となる。第12話では、合成獣の金庫の刑によって悪人にされ、あげだまを苦しめたこともあった。第48話で、あげだまがあげだマンであることを知ってしまう。
終盤の第49話からは、ワープ郎の子機であるワイヤレスマウスを使って変身ヒロイン・スーパーいぶきとなり、あげだマン同様に変換して戦うようになる（初登場時はワンダーいぶき（仮名）（ワンダーいぶき かっこかめい）を自称）。担当声優が『美少女戦士セーラームーン』の月野うさぎ役と同じで、脚本の富田祐弘が『セーラームーン』の初期の脚本を担当していたということで、変身シーンはセーラームーンのものをほとんどそのまま拝借しており、動画とタイムシートレベルで変身シーンが酷似している。最終回ではスーパーいぶきとも言っている。初登場時に「愛と気合の小学生美少女戦士ワンダーいぶき（仮名）、あげだマンに代わっておしおきよ」というセリフがあるが、これもセーラームーン（「愛と正義のセーラー服美少女戦士セーラームーン、月に代わっておしおきよ」）のパロディ。変換を行うとあげだマンのように超人的な身体能力を得るほか、顔の左に装着したワイヤレスマウスのボタンを押して高速移動のような技を使用している。劇中での登場は第49話からだが、第27話からの後期オープニングで先行登場していた。
髪型に関しては第1オープニング映像内ではツインテールであり、デラックスボンボン版でもツインテールの髪型で描かれていた。
九鬼 麗（）
声 - 玉川紗己子
九鬼財閥の御令嬢にして金の力で威張り散らす、超絶ワガママ少女。基本的にこの世の全てのものは自分のためにあるという考えの持ち主で、祖父・雷蔵の世界征服計画にも何の疑問もなく乗っかっている。美貌・能力・財力全てにおいて自分が一番でないと気が済まない性格であり、何かと張り合ったり従わないあげだまやいぶきを目の敵にしている。しかしワガママばかりで無く、一番であり続けるために密かに努力する努力家の一面も持つ。8月21日生まれ。両親は一年中海外で仕事をし、離れて暮らしているため、心中に孤独感と寂しさを秘めており、本来は純粋な心の持ち主である。
怨夜巫女（おんよみこ）変身時は、ノットリダマス一派の実働隊長として合成獣を引き連れて作戦を指揮するほか、自らが合成獣になる場合（ドス鯉、鯖威張の2回）もある。戦闘服に特別な力がある描写はないが、麗自身の高い実力であげだマンと互角以上に格闘戦ができる。額のバイザーは防毒マスクに変形する。合成獣が敗れて爆発する際、合成獣の材料と共に、空の彼方へ飛んで行くのが通例。32話にてPC郎とハイパー変換し、ハイパー怨夜巫女となる力を得る。戦闘能力であげだマンを圧倒する力を持つが、変換時に一瞬全裸になる上に（麗基準で）壊滅的にダサい外見となってしまうため、積極的に使おうとはしない。
小学生離れしたプロポーションと美貌の持ち主。互いの正体を明かした第47話以降はあげだマンと微妙な形ながら結託。第49話ではさらにワンダーいぶき（仮名）とも共闘関係となり、新たに盛蕎麦市の悪となったモデムとイーハブを倒す決意をする。最終戦では利害の一致からあげだマンらと味方関係となった。その後は雷蔵と共に世界征服という本来の活動に戻ると発言をする。怨夜巫女の名前の由来は漢字の「音読み」と「巫女」を合わせた物。
九鬼 雷蔵（）
声 - 滝口順平
麗の祖父。元々極貧生活（アニメではボロ小屋住みでメザシを買うのにも困るほど）をおくっていたが、ご先祖が残した「ノットリダマスの大予言書」の「なりあがりの章」の解読に成功しそれを元に資産運用の成功を重ね、たった1代で世界有数の財閥を築くに至った。そういう出自のせいか、生まれた時から超お嬢様の麗と異なり、やや庶民的な感覚が抜けてない。
盛蕎麦町の大豪邸にて悠々自適の生活を送っていたがそれにも飽き、残っていた予言書「世界征服の章」を元に金に飽かせて合成獣製造マシーンを造り、ノットリダマス11世（ノットリダマスじゅういっせい）を名乗って世界征服を画策。その第1段階として、とりあえずご町内征服を企んでいる。性格は楽天的かつ独創的で、毎回予言書にとんでもない解釈をつけては周囲を呆れさせている。孫娘の麗を溺愛しており（麗もまた雷蔵を敬愛している）徹底的に甘やかしているが、その一方で帝王学を習得させようとする描写も見受けられ、時として厳しく接する場合もある。高齢の割にはくじけることを知らず、第45話で一度破産するが、すぐに幸運で大富豪の地位に返り咲く。しかしそれも束の間、瞬く間にモデムとイーハブによって屋敷を乗っ取られた。ノットリダマス一派の首領にもかかわらず、2度も自ら志願して合成獣化している（茄子鎌馬・ダルマ太子）。常にグラスをつけており、若い頃も瓶底眼鏡であったため素顔は明らかではない。
えび天（）
声 - 安西正弘
地球に住む神様夫婦の旦那の方で、あげだまの保護者的な存在。一見ひょうきんなだけの老人だが、昔はヒーローとして活躍していた。第49話にて故障したワープ郎の代わりにあげだまに自身の昔のバトルスーツを提供するが、これは初期オープニングのラストに登場するゲタを履いたデザインのもので、ゲーム版など初期設定デザインとも同じである。なお、初期オープニングのもう一つの重装備風デザインの形態では本編には登場していない。
おかめ
声 - 三浦雅子
えび天の妻。「かめさん」の愛称で呼ばれる。普段は温厚だが、怒るとえび天も敵わないほどに恐ろしくなる。あげだまの地球での食事の世話は全ておかめが担っている。衣装は好きな時に変化させることができ、レースクイーン姿や水着姿を披露した。
ウーロン茶（）
声 - 鈴木勝美
中国服を着用する中国人のような人物。老け顔。いぶき派・麗派に分かれる主要キャラクターでの唯一の中立。しかし、その正体はあげだまの出身星であるヒーロー星のもう1人の出身者であり、その星の子供たちみんなの憧れの的である宇宙パトロール隊の太陽系支部の隊員。隊員には他にハーブ茶、ジャスミン茶がおり、全員全く同じ顔で同じ声である。
　あげだマンファンクラブの回ではブラハンマングッズを一瞬にして作り出す技術を出していた。
PC郎（）
声 - 塩屋浩三
第31話終盤より登場。ワープ郎をどうしても諦めきれない麗が（当該話でワープ郎を強奪・洗脳するが失敗に終わっている）、合成獣製造マシーンを使って自分で作ったロボット。素材になったのは、麗の宝物のぬいぐるみである「パン太郎」。大阪弁を流暢に操り、麗と合体してハイパー怨夜巫女となる能力を持つ。性格は、卑屈・陰険・スケベの三拍子が揃ったキャラクター。佐藤・田中・鈴木の三人をことあるごとにイビるほか、合体の際に麗が裸になるのを非常に喜んでいた。雷蔵には媚びへつらうが、彼が失脚すると手の平を返してモデムとイーハブ側に寝返る恩知らずさも持つ。合成獣経験は2回（マル鵜の男、回電）。名前の由来はPC（NECのパソコンシリーズ機器のシリーズナンバーに付けられるヘッダ、転じてパソコンの略称）。
ケンサク先生
声 - 森川智之
本名森川ケンサク。常に剣道の胴着を着用する先生。やや気の弱い性格だが、教育に関しての情熱は人一倍で、学校のどの先生にも負けない熱血教師ぶりを見せる事もある。また、とても正直者であり、蛸磁木に本音しか言えないようにされても、建前エネルギーが検出されず、全くの変化はなかった（後述のクビを覚悟の麗へのお仕置きは、そのときのものである）。
麗の権力には半屈服状態であるが、教師として指導しなければならない際はちゃんと全うしており、彼女が転校したばかりで周りの状況がわからなかったあげだまに暴力を振るおうとした際は、叱責してやめさせている。また、後に遅刻を開き直った上に祖父の権力を振りかざす態度を咎めお仕置きをした際は、麗に「そんなことしてクビになってもいいんですか!?」と言われても、「先生はお前の将来を真剣に考えて愛のムチを打ってるんだ！クビになってもかまわん!」と迷い無く断言し、あげだまやいぶきを感心させていた。また、妻用事の件で女性教師達が暴走した際も、彼女達の前では言えなかったが、その横暴さだけでなくあげだまの「調理や裁縫は女の仕事だろ」と決め付けていた考えも否定し、「男女が家事を分け合い仕事を平等にすべきだが、平気で相手を退けたり、蹴落としたりして良いという事では無いんだ！」と主張している。
同僚のマドンナ教師であるひとみ先生に好意を寄せるが、恋愛に関してウブな性格がたたり、両想いながら関係はなかなか進展しない。学生時代は相撲部で、実力はやせている現在も衰えることはなく、自分以上の体格の力士を倒していた。また、ラーメンが大好物で、学生時代の時より通っていたラーメン屋で現在もよく昼食をとっている。
九鬼コンツェルン執事
九鬼コンツェルンの執事3人組。合成獣の基本要員で、劇中に登場する合成獣のほとんどが彼らのうち誰かを素材としたもの（3人全員が使われた合成獣も2体存在する）。全員が黒いスーツにサングラス姿。見た目は強面ばかりだが、毎度敢行される「ノットリダマスの大予言書」に基づくバカバカしい作戦の被害者に対して同情を見せるなど、敵方のみならず劇中でも希少な良心的キャラクターたちである。「執事」という肩書きだが、雷蔵と麗の世話係というのがその実情。執事として仕えて13年だが、それ以前から3人一緒に行動していた仲。彼ら3人は安月給で、なおかつ朝7時から深夜12時までの長時間勤務の上、雷蔵と麗にこき使われる毎日を送っている。それでいて月給はとても月給と呼ばれるほどの額では無く4〜5万前後になる（CDドラマ内では、基本給は200万だが雷蔵と麗の逆鱗に触れるたび給料から引かれるシステムとなっている。逆鱗は回数ではなく雷蔵と麗の激怒のレベルで決まっているらしく一気に半分や0になることもある。そのために5万レベルまで下げられる）。お目付け役のPC郎登場後は、悩みのタネが1つ増えることになる。物語序盤は忠実に九鬼一族に仕えていたが、徐々に主である雷蔵と麗へのツッコミが冴えるようになった。また、劇中の随所で雇い主に対する不満を漏らしていたが（事実、3名で「安サラリーマン」になった時は、その不満が爆発して雷蔵と麗の命令すら聞かなかった程）、最終決戦時に雷蔵が屋敷を追い出された際は、何の見返りが無いにもかかわらず雷蔵側につく忠義振りを見せる。3人の名前は下記参照。
佐藤（）
声 - 森川智之
3人のうち、身長が中間の男。妻子持ちであり、妻の名前は「なべ子」。最初の合成獣になった人物でもある。最初は寡黙だったが、中盤からは子供にとって誇れる父親であろうとするマイホームパパ的発言が目立つが、妻に逃げられた事（大印鑑になった時の最大の弱点となった）がある。アパート住まい。徳島県出身で特技は阿波踊り。
田中（）
声 - 高木渉
3人のうち、身長が一番高い。性格は素直で潔く「女房や子供（娘）のため」と合成獣になる時一番文句が少ないが、半ばヤケクソ気味に合成獣に志願することもあった。家事は得意で、多忙な麗の母に代わり手作りの人形を縫うなど健気な一面もある。家庭内では完全に女房の尻に敷かれている上、九鬼コンツェルンで要職についていると話しているため、姑には「いつ社長になるのか」と精神的なプレッシャーを与えられている（その度合いは夢に出てくるほど）一軒家住まい。
鈴木（）
声 - 岩永哲哉
3人のうち一番背が小さく、唯一の独身者。本名は鈴木安太朗。性格は楽天的でロリコン気味。女装癖を持つようにもなる。好きなものは「靴下くるるん」実家は洋品店で家業を継ぐ予定であったが、妹婿が継いでしまったため、帰れなくなってしまう。嘘の経歴で結婚相談所に登録しているほど結婚願望が強いが、田舎に白鳥さんという想い人がいる。書道3段、そろばん2段、柔道4級。線路脇で電車の音がうるさいアパート住まい。
原田 カツオ（）
声 - 島田敏
作中ではツリパンと呼ばれている（エンディングのキャスト表示もツリパンである）。でっぷり肥え太った体に角刈りカット、サスペンダーに半ズボンがトレードマーク。
麗の親衛隊長を務めており、その権力を傘にきてクラスメイトや学園中の生徒達に高圧的な振る舞いをしている嫌な性格。しかし、実家が九鬼コンツェルンの特別姉妹店のため、麗の権力に完全屈服しているに過ぎず、蛸慈木によって建前エネルギーを吸われた際には、「本当ならこんなワガママ娘、ブッ飛ばす所だぜ！」とぶちまけている事からも、本心では彼女を嫌っている事が伺われる。しかし、第45話で九鬼コンツェルンが一度破綻して麗の親衛隊員が軒並み彼女から離れていっても一人だけ麗から離れなかった。
小学生ながら父親が営む原田不動産の専務であり、そのプロ意識は本物。
吉良々 ひとみ（）
声 - 山崎和佳奈
ケンサク先生が好意を寄せる美人教師。こちらもまんざらではないが、ケンサク先生の気の弱さを心配するあまり、なかなか進展しない。ケンサク先生とは正反対の強引な男性が好みという一面を持っている。また、女性が社会において立場が弱い事には常日頃から不満に思っていた様で、合成獣の妻用事によって家庭を持っている女性教師達が暴走した際には、影響を受けていないにもかかわらず、便乗して男子生徒達に横暴な振る舞いをしていた事も。
平家 こだま（）
声：こおろぎさとみ（第6話）→大谷育江（第13話以降）
いぶきの弟。声の担当が大谷に代わった後は、あげだマンオタクになっている。まだ姉と一緒に入浴する程度の子供ではあるが、合成獣・バットマンジュウ出現時にあげだマン2号を騙って現場に出向くなど、その芯の強さも姉と同様である。足の大きさは12.5cm。
モデム
声 - 島田敏
ヒーロー星の異能者。妹のイーハブと共に邪悪な心の持ち主であったため、ヒーロー星の規則に則り記憶を消され文明の無い星に送られ、文字通りその星のアダムとイブになるはずだったがその途中に地球の盛蕎麦町へ不時着した。最初は記憶を失っていたが、これまたアダムとイブの如く禁断の林檎（毎度毎度予言書によって勘違いした雷蔵の作った合成獣が持っていた）を食べて記憶を取り戻す。記憶が戻ったことを隠して雷蔵に仕えていたが、次第に邪悪な本性を現した。ノットリダマス一味に成り代わり世界征服を目論む。正統派の悪役であり、戦闘能力と頭脳の両面に優れ、合成獣もノットリダマス一味が作りだしていたものより強力だった。九鬼邸を兄妹で占拠した時、憤慨した麗に家具を投げられるが全てチリに変えたり、コーヒーをウォータージェット並の威力で投げたり、コーヒーカップを手の平に吸い込んで高熱のエネルギー弾に変える能力を持っている。最終決戦ではイーハブと合体してモデハブに姿を変えるが、あげだマンたちの前に敗北。イーハブと共にヒーロー星に連行された。
イーハブ
声 - 林原めぐみ
ヒーロー星の異能者で、モデムの妹。高飛車で冷酷。その迫力は麗を震え上らせるほど。兄のモデム同様に正統派の悪役であるが、雷蔵の預言書解釈にまともにツッコんだり、ワンダーいぶきとのジャンケン対決で熱くなるなど、モデムよりはノリが良い面がある。最終的にはあげだマンたちに敗れ、モデムと共に逮捕される。名前の由来はイブと通信機器のイーサネットハブ。
夢小路 光（）
声 - 山口勝平
品行方正・成績優秀・スポーツ万能なパーフェクトの少年。登場時はあげだまといぶきを取り合うライバルだったが、漫才で息の合うところを見せた。ノットリダマス一派にさらわれて合成獣・ブラハンマンになった経験がある。
白鳥 ユリ（）
声 - 白鳥由里
鈴木の少年時代の想い人だったが、「靴下くるるん」されて泣きながら空に上っていった。その後、長年の想いを告白するため、当時の姿格好で鈴木に会いに来た。合成獣・吸青師によって一度は愛を吸われてしまったが、無事よりを戻している。
岩永哲哉が酒の席で「白鳥由里さんのハイソックスをクルルンしたい」という発言をスタッフが聞いたことにより生まれたキャラクター。
校長（）
声 - 菅原淳一
盛蕎麦東小の校長。理事長である雷蔵や麗に絶対服従で常にゴマをすり続ける、典型的なダメ教育者。
教頭（）
声 - 鈴木勝美
盛蕎麦東小の教頭。影が薄い。
平家 ほたる（）
声 - 三浦雅子
いぶきの母親。娘同様の笑い上戸。
平家 かに夫（）
声 - 菅原淳一
いぶきの父親。うだつのあがらないサラリーマン。
平家 やまぶき（）
声 - 島本須美
いぶきの遠い親戚。雷蔵の亡くなった妻、キクの若い頃と瓜二つ。麗の勘違いにより持ち掛けられた数多くのお見合い話に乗り気でなかった雷蔵であったが、彼女の写真を見てお見合いに臨む意を決した。2人は相思相愛に思われたが、愛をなくす合成獣・目ラブ湯ーによって一気に冷めた。
九鬼キク（）
声 - 島本須美
アニメではすでに故人として扱われている。雷蔵が風邪で寝込んだ時夢で見た馴れ初めの一度のみ登場で、戦後の食糧難の時に米を奪われてその時さっと現れて泥棒を叩きのめした雷蔵と出会う。それが馴れ初めで二人は結婚する。
原田 ヨシオ（）
声 - 島香裕
原田不動産社長でツリパンの父親。原田不動産は九鬼コンツェルンの特別姉妹店のため、親子揃って九鬼一族に絶対忠誠を誓っている。が、その忠誠心は校長などよりはるかに高い。合成獣経験が1度ある（文拭字上屋）。
ガンコ亭のおやじ（ガンコていのおやじ）
声 - 安西正弘
ケンサク先生が通うラーメン屋「ガンコ亭」の主人。得意技は飛騨山中で山篭りをして編み出した『麺縛り』。登場する度に敵が現れて、麺縛りを披露しては破られ挫折し、山篭りを繰り返している。山籠りのおかげで歯で食いちぎれない究極のコシを持つ麺を作り上げたがワープ郎に「どうやって食べるんだまる」と突っ込まれてへこんだ。それ以降は噛み切れないほど強いコシのある麺として営業している。「ガンコ亭」は客は少ないが、味はグルメ雑誌で紹介されるほどの店。
ミカ
声 - 横山智佐（第6話）→渡辺久美子
劇中に時々登場するラブラブカップルの女性。思い込みが激しい。そのおかげで一度破局寸前まで行った。
カッチ
声 - 島田敏
劇中に時々登場するラブラブカップルの男性。ミカと一緒に登場しては（場所は公園が多い）、相思相愛ぶりを見せつけている。

## スタッフ
- 原作 - 富田祐弘、さくまあきら
- 設定 - 広井王子
- キャラクター原案 - 水谷兼之介
- 企画 - 杉沢義文
- キャラクターデザイン・総作画監督 - 辻初樹
- 美術監督 - 工藤ただし
- 撮影監督 - 枝光弘明→小堤勝哉
- 音楽 - 佐橋俊彦
- プロデューサー - 倉林伸介（テレビ東京）、杉山豊（NAS）、若菜章夫（スタジオぎゃろっぷ）
- アシスタントプロデューサー - 脇田勝（テレビ東京）、大塚義雄（ぎゃろっぷ）
- 音響監督 - 原田一男
- キャスティング協力 - アーツビジョン
- 演出協力 - 高橋良輔
- 監督 - なみきまさと
- アニメーション制作 - スタジオぎゃろっぷ
- 製作 - テレビ東京、NAS

## 主題歌
オープニングテーマ
「人生まだまだあげだマン」（第1話 - 第26話)
作詞 - 大友裕子 / 作曲・編曲 - 佐橋俊彦 /  歌 - 本間かおり
「自信マンマンあげだマン」（第27話 -　第51話)
作詞 - 白峰美津子 / 作曲・編曲 - 佐橋俊彦 / 歌 - 佐々木望
エンディングテーマ
「世界はワタシのために」（第1話 - 第26話)
作詞 - 大友裕子 / 作曲・編曲 - 佐橋俊彦 / 歌 - 本間かおり
「完全無欠の女王様（第27話 - 第51話）
作詞 - 白峰美津子 / 作曲・編曲 - 佐橋俊彦 / 歌 - 玉川紗己子（台詞 - 森川智之・高木渉・岩永哲哉）
挿入歌
「地球を届けよう」
歌 - 佐々木望、三石琴乃（第49話）、全キャラ合唱（第51話）
この歌は本来あげだま役の佐々木望の歌だが、第49話でいぶきの変換シーンと戦闘シーンで三石が歌うバージョンが流れた。
第50話におけるあげだマンVSモデムの戦いでも流れた。
最終回では全キャラクターで合唱をし、あげだまにモデハブ（モデムとイーハブの合体）を倒させるための気合を与えた歌でもあり、挿入歌の中では唯一フルコーラスが流れた歌である。
2007年（平成19年）現在、通信カラオケ・DAMには「自信マンマンあげだマン」「今日もどこかであげだマン」が、通信カラオケ・UGAにはオープニングテーマおよびエンディングテーマが全て入曲されているが、この挿入歌は佐々木望バージョン、三石琴乃バージョン共に入曲されていない。

## 放映リスト
| 話 | 放映日         | サブタイトル          | 脚本       | コンテ       | 演出         | 作画監督   |
| -- | -------------- | --------------------- | ---------- | ------------ | ------------ | ---------- |
| 1  | 1991年 10月4日 | 気合の光だ あげだマン | 山田隆司   | なみきまさと | なみきまさと | 辻初樹     |
| 2  | 10月11日       | ご町内はグ〜ラグラ    | 早川正     | 桜井弘明     | 桜井弘明     | 辻初樹     |
| 3  | 10月18日       | 叩けばホコリの悪巧み  | 海老沼三郎 | 日色如夏     | 日色如夏     | 本橋秀之   |
| 4  | 10月25日       | 雀犬ポンは殺しの番号  | 柳川茂     | 酒井伸次     | 酒井伸次     |            |
| 5  | 11月1日        | いぶきに清き一票を!   | 柳川茂     | 矢吹丈       | 小村敏明     | 梶浦紳一郎 |
| 6  | 11月8日        | カニある木だカニカニ  | 海老沼三郎 | 桜井弘明     | 関むさし     | 小西洋子   |
| 7  | 11月15日       | 御町内ダンスパニック  | 早川正     | 藤森一馬     | 松井仁之     | 田中良     |
| 8  | 11月22日       | 本音はこわい!大嫌い   | 山田隆司   | 桜井弘明     | 桜井弘明     | 鳥居愛緒   |
| 9  | 11月29日       | 燃えよ!ケンサク       | 柳川茂     | 日色如夏     | 日色如夏     | 本橋秀之   |
| 10 | 12月6日        | ハクション大迷惑      | 海老沼三郎 | 酒井伸次     | 酒井伸次     | 小西洋子   |
| 11 | 12月13日       | 過激に特ダネ合戦      | 富田祐弘   | 開木菜織     | 東森一       | 沢田正人   |
| 12 | 12月20日       | 桜吹雪がお見通し      | 柳川茂     | 矢吹丈       | 矢吹丈       | 小西洋子   |
| 13 | 12月27日       | F1盛蕎麦グランプリ    | 山田隆司   | 松井仁之     | 松井仁之     | 田中良     |
| 14 | 1992年 1月10日 | 学芸会はハレヒレホ    | 海老沼三郎 | 桜井弘明     | 関むさし     | 小西洋子   |
| 15 | 1月17日        | 新親衛隊長あげだま    | 柳川茂     | 桜井弘明     | 桜井弘明     | 小西洋子   |
| 16 | 1月24日        | スイスイすー取る墨梟  | 鶴田寛     | 日色如夏     | 日色如夏     | 小西洋子   |
| 17 | 1月31日        | まぶしすぎるぜ 光君   | 柳川茂     | 酒井伸次     | 酒井伸次     |            |
| 18 | 2月7日         | 麗は横綱でゴンス      | 山田隆司   | 小村敏明     | 小村敏明     | 小西洋子   |
| 19 | 2月14日        | 君の瞳にクーラクラ    | 海老沼三郎 | なみきまさと | なみきまさと |            |
| 20 | 2月21日        | 夢の一戸建一万円      | 柳川茂     | 桜井弘明     | 東森一       | 小西洋子   |
| 21 | 2月28日        | 女は元気で外がイイ    | 柳川茂     | 松井仁之     | 松井仁之     | 田中良     |
| 22 | 3月6日         | クイズ.クイズ.クイズ  | 海老沼三郎 | 日色如夏     | 日色如夏     | 玉川達文   |
| 23 | 3月13日        | タイム虎ベラーすべる  | 山田隆司   | 桜井弘明     | 桜井弘明     | 小西洋子   |
| 24 | 3月20日        | 笑い取っチャウチャウ  | 柳川茂     | 酒井伸次     | 酒井伸次     | 本橋秀之   |
| 25 | 3月27日        | うまけりゃポンポコ    | 海老沼三郎 | 小村敏明     | 小村敏明     | 小西洋子   |
| 26 | 4月3日         | 指名手配!?あげだマン  | 柳川茂     | 辻初樹       | 辻初樹       |            |
| 27 | 4月10日        | ここ掘れ、いぶき      | 海老沼三郎 | 松井仁之     | 松井仁之     | 田中良     |
| 28 | 4月17日        | ファンクラブを作ろう  | 山田隆司   | 桜井弘明     | 東森一       | 小西洋子   |
| 29 | 4月24日        | 麗とあげだま 同棲中!? | 鶴田寛     | 日色如夏     | 日色如夏     | 玉川達文   |
| 30 | 5月1日         | ロマンス チャチャチャ | 柳川茂     | 桜井弘明     | 桜井弘明     | 小西洋子   |
| 31 | 5月8日         | 合成獣が出ない日      | 山田隆司   | 酒井伸次     | 酒井伸次     | 本橋秀之   |
| 32 | 5月15日        | 嗤うハイパー怨夜巫女  | 海老沼三郎 | 小村敏明     | 小村敏明     | 小西洋子   |
| 33 | 5月22日        | 雷蔵の儂について来い  | 柳川茂     | 松井仁之     | 松井仁之     | 田中良     |
| 34 | 5月29日        | ワテが教師だす        | 柳川茂     | なみきまさと | なみきまさと | 小西洋子   |
| 35 | 6月5日         | 読み書きはダメよ      | 鶴田寛     | 東森一       | 東森一       |            |
| 36 | 6月12日        | サラリーマン吼える!   | 山田隆司   | 桜井弘明     | 桜井弘明     | 音地正行   |
| 37 | 6月19日        | クッキーはつむじ風!   | 海老沼三郎 | 酒井伸次     | 酒井伸次     | 玉川達文   |
| 38 | 6月26日        | 御先祖様はお見通し    | 柳川茂     | 小村敏明     | 小村敏明     | 寺野沢麗子 |
| 39 | 7月3日         | お金が欲し〜いッ      | 海老沼三郎 | 松井仁之     | 松井仁之     | 田中良     |
| 40 | 7月10日        | 誰が未完の大器やねん  | 柳川茂     | 開木菜織     | 日色如夏     | 本橋秀之   |
| 41 | 7月17日        | おヌシもワルよのう    | 海老沼三郎 | 桜井弘明     | 桜井弘明     | 音地正行   |
| 42 | 7月24日        | 南の島で夏休み        | 山田隆司   | なみきまさと | なみきまさと | 寺野沢麗子 |
| 43 | 7月31日        | 私を女王様とお呼び!   | 山田隆司   | なみきまさと | 東森一       | 沢田正人   |
| 44 | 8月7日         | 君がとっても青いから  | 鶴田寛     | 酒井伸次     | 酒井伸次     | 小西洋子   |
| 45 | 8月14日        | 雷蔵、七転び八起き    | 柳川茂     | 日色如夏     | 日色如夏     | 本橋秀之   |
| 46 | 8月21日        | 恐怖の大王、現る!     | 海老沼三郎 | 小村敏明     | 小村敏明     | 寺野沢麗子 |
| 47 | 8月28日        | 私、じつは怨夜巫女!   | 山田隆司   | 松井仁之     | 松井仁之     | 田中良     |
| 48 | 9月4日         | 正義と悪の迷コンビ    | 柳川茂     | 桜井弘明     | 桜井弘明     | 音地正行   |
| 49 | 9月11日        | いぶきちゃん出番です  | 海老沼三郎 | 酒井伸次     | 酒井伸次     | 茶話多優兎 |
| 50 | 9月18日        | あげだま絶体絶命!     | 柳川茂     | 開木菜織     | 日色如夏     | 寺野沢麗子 |
| 51 | 9月25日        | 宇宙からの贈り物      | 山田隆司   | なみきまさと | なみきまさと | 小西洋子   |

## ネット局
系列・放送時間は本放送終了時（1992年9月）のもの。太字はテレビ東京系列。
| 放送期間                      | 放送時間           | 放送局             | 対象地域       | 備考                                |
| ----------------------------- | ------------------ | ------------------ | -------------- | ----------------------------------- |
| 1991年10月4日 - 1992年9月25日 | 金曜 18:00 - 18:30 | テレビ東京         | 関東広域圏     | 制作局                              |
|                               |                    | テレビ北海道       | 北海道         |                                     |
|                               |                    | テレビ愛知         | 愛知県         |                                     |
|                               |                    | テレビ大阪         | 大阪府         |                                     |
|                               |                    | テレビせとうち     | 岡山県・香川県 |                                     |
|                               |                    | TXN九州            | 福岡県         | 現・TVQ九州放送                     |
| 1992年1月22日 - 1993年2月2日  | 火曜 16:00 - 16:30 | チューリップテレビ | 富山県         | 1992年9月までの局名はテレビユー富山 |
| 1992年9月時点                 | 土曜 5:30 - 6:00   | 岩手放送           | 岩手県         | 現・IBC岩手放送                     |
|                               | 日曜 9:00 - 9:30   | 仙台放送           | 宮城県         |                                     |
|                               | 水曜 17:00 - 17:30 | 秋田放送           | 秋田県         |                                     |
|                               | 火曜 18:30 - 19:00 | びわ湖放送         | 滋賀県         |                                     |
|                               | 土曜 18:30 - 19:00 | 奈良テレビ         | 奈良県         |                                     |
|                               | 火曜 17:00 - 17:30 | 山陰放送           | 鳥取県・島根県 |                                     |

途中打ち切り
- 広島テレビ[7]（後に後述の広島ホームテレビで改めて全話放送）

以下は本放送終了後に放送
- テレビ熊本（1993年時点で月曜 16:30 - 17:00にて放送[8]）
- 長崎国際テレビ（1996年頃に水曜 17:00 - 17:30にて放送）[9]
- 北陸朝日放送（1997年頃に放送）[10]
- 広島ホームテレビ（1997年頃に放送）[11]

## 漫画作品

### 島本和彦版『ゲンジ通信あげだま』
1991年（平成3年）、講談社『デラックスボンボン』連載。テレビアニメ版で実際に放送された内容とは全く異なる初期設定時の内容を元にしている。バンダイビジュアル刊『ゲンジ通信あげだま』資料集に2話が掲載されている。
- ストーリー
- 漢字族の永栄王による地球全部の漢字支配のため、その幹部である怨夜巫女（日本名：九鬼麗）と君令官美風（日本名：美風薫）が動き、地球を征服しようとする。漢字族に対抗できるのは地球にある神器。それを動かすためには人並み外れた気合が必要であるが、学校の男子は麗に完全屈服、そして女子はそれを非難するだけで、誰もその神器を動かすための気合を持っていなかった。漢字族の敵対者であるひらがな族のい段継承者のいぶきはそれにもどかしさを感じ、1人で麗に対抗していた。が、取り巻きの男子には敵わない。
- そこに転校してきた1人の気合い溢れる少年・源氏あげだま。その溢れんばかりの気合によって、ついに学校にあるひらがな族の神器が反応し、目を覚ました。それに気づいた麗は、木と虎を合体させキドラ（木へんに虎）を作り、あげだまを抹殺しようと立ち上がった。
- いぶきはあげだまがそのキドラに狙われているといち早く気付き、一緒に逃げようとする。逃げるのは絶対嫌だと言うあげだまとやり取りをしている中、ついに神器があげだまの元へ現れた。その時、あげだまの頭の中にある呪文が聞こえてきた。その呪文を唱えるや否や、あげだまはたちまちアゲダマンに変換する。神器の正体はワープ郎であった。
- あげだまはキドラを退け、いぶき達に「あなたはあ段継承者であり私達の仲間なの。一緒に戦いましょう」と言われ、戦う決意をする。
- バトルスーツは、テレビアニメ版に登場するえび天のバトルスーツと同じものになっている。
- いぶきの髪型はツインテールに変更されている。これは、テレビアニメ版初代オープニングの終盤でいぶきがしている髪型と同じものである。

### 西東栄一版『ゲンジ通信あげだま』
1991年（平成3年）、講談社『コミックボンボン』連載。ストーリーおよびキャラクターデザインは連載開始当初は上記島本版や下記ゲーム版と同じく初期設定に準拠していたが、アニメ放映に合わせて黄型団が壊滅しテレビアニメ版のそれにおおよそ準拠するものに変更された。しかしキャラクター設定や漢獣などが変更後にも引き継がれた他に、設定が変更されている箇所も多数ある。
- この作品でのあげだまといぶきは幼馴染同士であるらしく、アフリカに昔行ってしまったあげだまが戻ってきて再会するという導入となっている。
- ワープ郎の口調が「〜だわん」になっている。
- いぶきはあげだまがあげだマンであるということを知っている。
- 同様に麗が怨夜巫女であることもあげだまたちは知っている。
- えび天とおかめは、あげだまといぶきにしか見えない（しかし最終回などでは、麗にも見えていた）。
- 雷蔵そっくりのノットリダマス1世が登場する。
- ノットリダマス1世の下僕として、何でも取り込み、姿を変える不定形の宇宙生物が登場する。当初は漢獣のプロテクターになっていたが、後半で合成マシーンが故障した後は、直接物体を取り込んで漢獣になっていた。
- 佐藤・田中・鈴木の他にもう1人男がいた（後半には消えている）。
- 合成マシーンは存在するが、合成するのは物ではなく漢字を合成して合成獣（漫画版での呼称は『漢獣』）を作るなどの様々な違いがある（テレビアニメ版の初期設定を引き継いだバージョンと言える）。
- 第1話に登場する冷象虎を除き、漢獣は全て漫画オリジナル（チョコ漢獣・怒ロン怒ロン、霊漢獣・バキュー魔など）。
- 「雪」の文字が溶けて「雪溶け」、「点（"・"）」で書かれた「才」で「天才」など、漢字を使った言葉遊びの要素が良く登場する。
- PC郎は出てこない。
- 前述の島本和彦版も含め、漫画版『あげだま』ではあげだまが使用する1人称は「おいら」で統一されている。なお、テレビアニメ版では「僕」「俺」「私（変換時）」が混在している。

## ゲーム
番組スポンサーでもあったNECホームエレクトロニクスより1991年（平成3年）にPCエンジン用ゲームソフトとして発売された。対応メディアはHuカードで、ジャンルは横スクロールタイプのアクションゲーム。アニメの初期設定をベースにゲームが開発されたため、テレビアニメ版とは設定・ストーリー・キャラクターの容姿などがかなり異なる内容になっている。
この作品が、本体発売元のNECホームエレクトロニクスが初めて自社で発売したタイトルである。それ以前は、ハードや周辺機器のみで、ソフトもハードの発売当初はハード開発元であるハドソンのみだった。

## 映像ソフト
- VHS・LD

キングレコードより発売。全13巻。各4話収録。最終巻のみ3話収録。
- DVD

イーネット・フロンティアより2007年9月28日に発売。初回特典オリジナルマウスパッド。リクエスト型通信販売サイト・たのみこむにて有志が嘆願したことにより、発売が実現化した。
2021年5月28日にベストフィールドからDVDが発売される。

## その他
- アイキャッチの曲の一部が『ダウトをさがせ!』や『開運!なんでも鑑定団』で使用されていた。
- 本番組以降、1998年（平成10年）3月終了の『こどものおもちゃ』まで6年半にわたり、ぎゃろっぷ制作アニメがテレビ東京系列の金曜18時00分 - 18時30分枠を占めることになる。